# Old Siam, Sir
«Old Siam, Sir» es una canción compuesta por el músico británico Paul McCartney y publicada en el álbum de estudio de Wings Back to the Egg en 1979. La canción fue también publicada como sencillo promocional del álbum en el Reino Unido, con la canción «Spin It On» como cara B, y alcanzó el puesto 35 en la lista UK Singles Chart. En Estados Unidos, «Old Siam, Sir» fue usada como cara B del sencillo «Arrow Through Me».

## Grabación
El batería de Wings, Steve Holly, desarrolló el riff principal que dio origen a la canción tocando los teclados durante una sesión en el estudio de grabación. Paul McCartney y el guitarrista Denny Laine trabajaron el riff hasta crear la canción completa, grabando una demo instrumental titulada «Super Big Heatwave».